# 七音音階
七音音階（しちおんおんかい）は、1オクターブに7つの音が含まれる音階。西洋音楽の音階など。
アラブ音楽の旋律は基本的には1オクターブに7つの音が含まれる七音音階と言える（西アラブ古典音楽には五音音階風の旋律も現れる）。インド音楽も基本的に七音音階（五音音階風の旋律も多数ある）。西アフリカ・マリのマンディンゴ族の音楽も七音音階（周辺のセネガル、ガンビアも）。

## 中国古楽および日本雅楽における七声
中国古楽、日本雅楽の呂旋においては、宮、商、角、変徴、徴、羽、変宮の7音である。この7音に宮の上8度の音を加え、宮との振動数比、隣接する音どうしの振動数比を示せば、宮(1)、9/8、商(9/8)、9/8、角(81/64)、9/8、変徴(729/512)、256/243、徴(3/2)、9/8、羽(27/16)、9/8、変宮(243/128)、256/243、宮(2)となる。9/8は1音すなわち2律であり、256/243は半音すなわち1律である。これを12律に当てはめれば、宮、○、商、○、角、○、変徴、徴、○、羽、○、変宮、宮となる。
ほかに日本の雅楽には律旋の七声というものがあり、これは、宮、商、嬰商、角、徴、羽、嬰羽の7音である。これは上に示した呂旋の七声の羽のところに宮が入るものであり、中国の羽調に相当する。すなわち、宮、○、商、嬰商、○、角、○、徴、○、羽、嬰羽、○、宮である。これも同じように宮との振動数比、隣接する音どうしの振動数比を示せば、宮(1)、9/8、商(9/8)、256/243、嬰商(32/27)、9/8、角(4/3)、9/8、徴(3/2)、9/8、羽(27/16)、256/243、嬰羽(16/9)、9/8、宮(2)となる。